# Episodi di Julie - Il segreto della musica
La prima e unica stagione della serie televisiva Julie - Il segreto della musica è andata in onda su Rede Bandeirantes dal 17 ottobre 2011 al 4 maggio 2012.
In Italia è stata trasmessa in prima visione dal canale digitale terrestre in chiaro Super! dal 24 settembre 2012 al 29 ottobre 2012.
| Nº | Titolo originale             | Titolo italiano                       | Prima TV Brasile | Prima TV Italia   |
| -- | ---------------------------- | ------------------------------------- | ---------------- | ----------------- |
| 1  | Enfrentando fantasmas        | Una band d'altri tempi                | 17 ottobre 2011  | 24 settembre 2012 |
| 2  | Meu mundo caiu               | Un amore inavvicinabile               | 24 ottobre 2011  | 25 settembre 2012 |
| 3  | Coisa de amigo               | Lite tra amiche                       | 31 ottobre 2011  | 26 settembre 2012 |
| 4  | Ai que vergonha              | Il progetto di fisica                 | 7 novembre 2011  | 27 settembre 2012 |
| 5  | Razões & emoções             | Una nuova voce per la band            | 14 novembre 2011 | 30 settembre 2012 |
| 6  | Quem ri port último          | Tacchi alti                           | 21 novembre 2011 | 1º ottobre 2012   |
| 7  | Pagando mico                 | Confidenze amare                      | 28 novembre 2011 | 2 ottobre 2012    |
| 8  | Além do que se vê            | Un fidanzato improvvisato             | 5 dicembre 2011  | 3 ottobre 2012    |
| 9  | Seja como for                | Una canzone per Nícolas               | 12 dicembre 2011 | 4 ottobre 2012    |
| 10 | Entrando numa fria           | Un piano perfetto                     | 19 dicembre 2011 | 7 ottobre 2012    |
| 11 | A melhor aluna da classe     | La miglior'alunna della classe        | 11 aprile 2012   | 8 ottobre 2012    |
| 12 | Reação química               | Gelosie                               | 12 aprile 2012   | 9 ottobre 2012    |
| 13 | Caça fantasmas Parte I       | La caccia ai fantasmi (prima parte)   | 13 aprile 2012   | 10 ottobre 2012   |
| 14 | Caça fantasmas Parte II      | La caccia ai fantasmi (seconda parte) | 16 aprile 2012   | 11 ottobre 2012   |
| 15 | J.P Parte I                  | Un nuovo compagno di classe           | 17 aprile 2012   | 14 ottobre 2012   |
| 16 | J.P Parte II                 | Nícolas contro Mat                    | 18 aprile 2012   | 15 ottobre 2012   |
| 17 | O guardião da floresta negra | Il guardiano del bosco nero           | 19 aprile 2012   | 16 ottobre 2012   |
| 18 | O último show                | L'ultimo concerto                     | 20 aprile 2012   | 17 ottobre 2012   |
| 19 | A mãe da Julie               | Una madre invadente                   | 23 aprile 2012   | 18 ottobre 2012   |
| 20 | A nova música                | La canzone di Julie                   | 25 aprile 2012   | 21 ottobre 2012   |
| 21 | Melhores amigas              | Migliori amiche                       | 26 aprile 2012   | 22 ottobre 2012   |
| 22 | Festival                     | Il festival                           | 27 aprile 2012   | 23 ottobre 2012   |
| 23 | A grande chance              | Una grande opportunità                | 30 aprile 2012   | 24 ottobre 2012   |
| 24 | Halloween                    | Halloween                             | 2 maggio 2012    | 25 ottobre 2012   |
| 25 | A verdade                    | In guerra e in amore...               | 3 maggio 2012    | 28 ottobre 2012   |
| 26 | Guerra é guerra              | La scelta di Julie                    | 4 maggio 2012    | 29 ottobre 2012   |